# 琵琶溜井

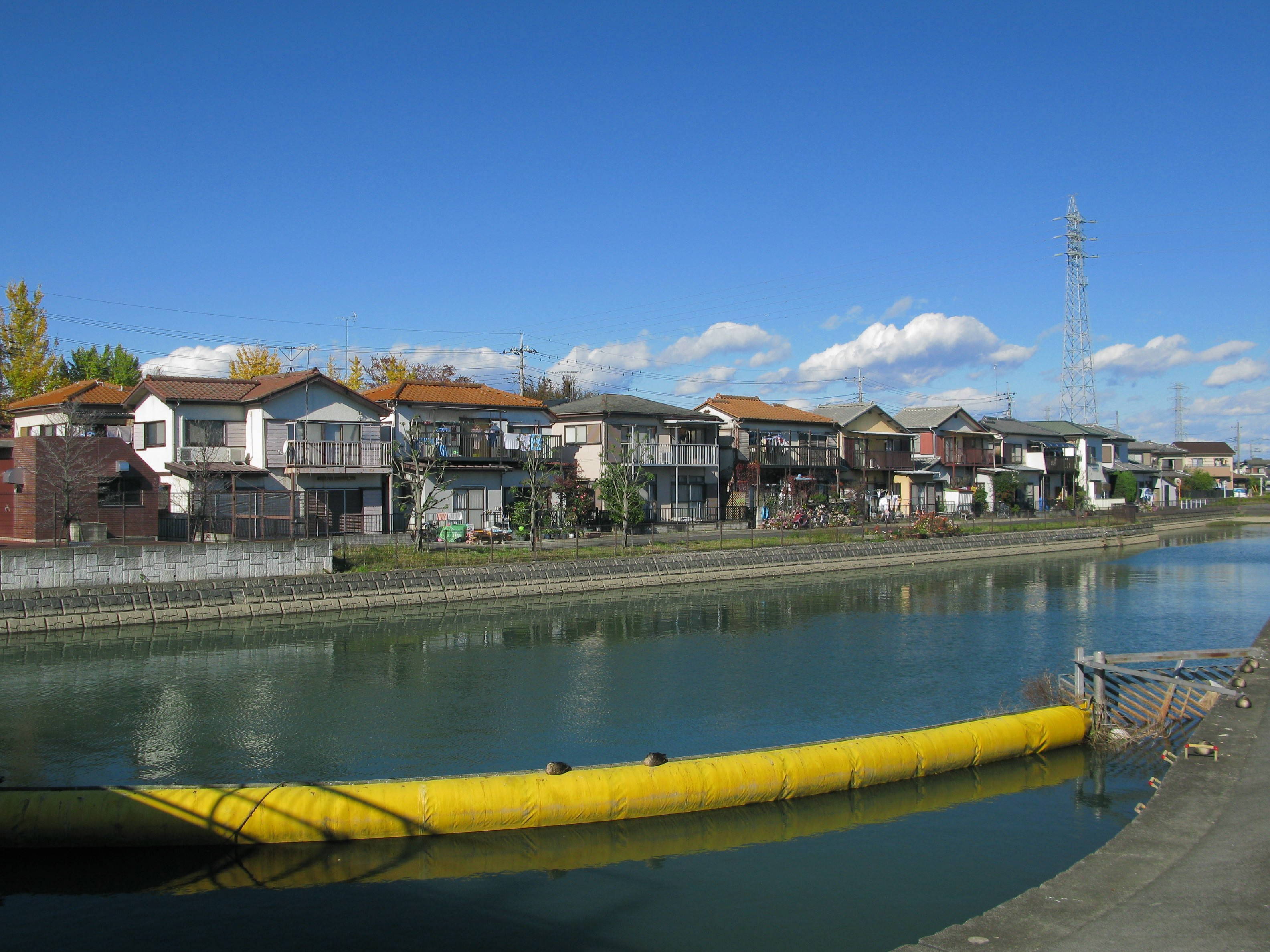
琵琶溜井（2011年11月）

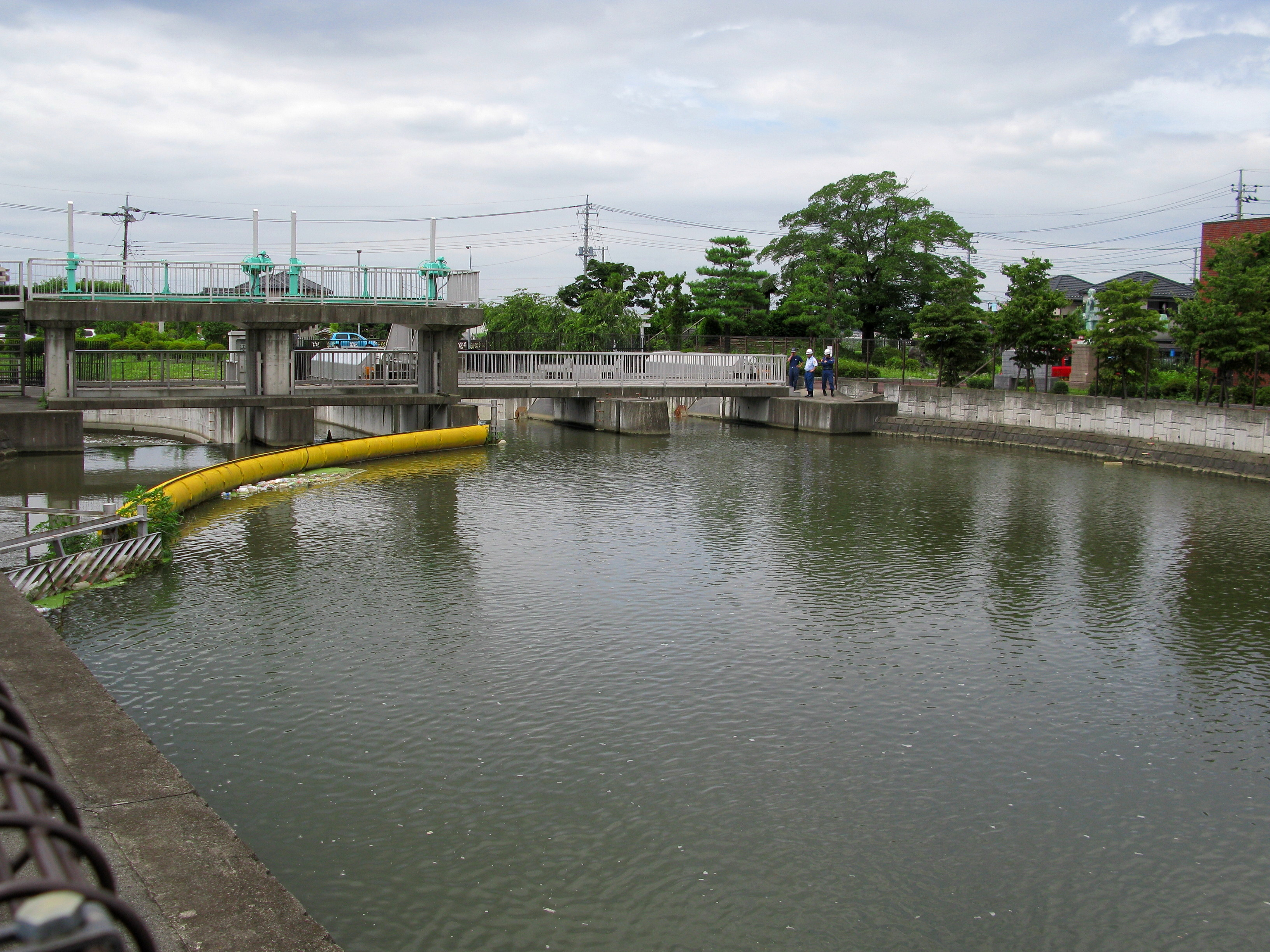
琵琶溜井分水工（2011年7月）

琵琶溜井（びわためい）は埼玉県久喜市栗原4丁目・幸手市大字上高野、南2丁目の境界に所在する水利施設である。

## 概要
1660年（万治3年）に伊奈忠克によって葛西用水路が整備されるとともに設けられたという溜井で、中郷用水路および南側用水路を分水している。琵琶溜井の水利施設は1962年（昭和37年）・2002年（平成14年）にそれぞれ改修工事が行われている。また琵琶溜井の水利施設内に葛西宮（久喜市栗原側）が祭られており、公園のように整備された空間（幸手市上高野側）も所在しているが、一般の人は通常この敷地の中に自由に立ち入ることはできない。
北方はかつて葛西用水路が二条の水路に分かれており、中央部に弁天島と称する島が存在していた。この弁天島の北半分は現在の久喜市青毛字本郷、南側は久喜市栗原字川原である。現在はこの葛西用水路の二条の水路のうち、東側の水路が埋め立てられ、埋め立てられた余剰地は主に畑などに利用されている。
すぐ東側を日光御成道（埼玉県道65号さいたま幸手線）が通過しており、街道の道標や青面金剛などが設置されている。

## 略歴
- 1660年（万治3年） - 琵琶溜井設置。
- 1962年（昭和37年） - 琵琶溜井分水工の改修。
- 2002年（平成14年） - 琵琶溜井分水工の改修。